# Henry Bryant Bigelow
Henry Bryant Bigelow (Boston, 3 de octubre de 1879-Concord, 11 de diciembre de 1967) fue un oceanógrafo y biólogo marino estadounidense.

## Biografía
Nació en Boston en 1879; es nieto de Henry Bryant, médico y naturalista estadounidense. Después de graduarse de Harvard en 1901, comenzó a trabajar con el famoso ictiólogo Alexander Agassiz. Acompañó a Agassiz en varias expediciones importantes de ciencias marinas, incluida una a bordo del Albatros en 1907. Comenzó a trabajar en el Museo de Zoología Comparada en 1905 y se unió a la facultad de Harvard en 1906, donde trabajó durante 62 años. Describió numerosas especies nuevas para la ciencia, 110 de las cuales están reconocidas hoy según el Registro Mundial de Especies Marinas.
Junto a William C. Schroeder escribió Fishes of the Gulf of Maine, el cual sigue siendo una referencia útil en la actualidad.
En 1911, fue elegido miembro de la Academia Estadounidense de Artes y Ciencias. Ayudó a fundar la Institución Oceanográfica de Woods Hole en 1930 y fue su director fundador. Fue elegido miembro de la Academia Nacional de Ciencias de los Estados Unidos en 1931 y de la Sociedad Filosófica Estadounidense en 1937. Durante su vida publicó más de cien artículos y varios libros. Era un experto de renombre mundial en celentéreos y elasmobranquios.
En 1948, recibió la Medalla Daniel Giraud Elliot de la Academia Nacional de Ciencias.

## Legado
La Medalla Henry Bryant Bigelow en Oceanografía es otorgada por la Institución Oceanográfica de Woods Hole en honor a «aquellos que realizan investigaciones importantes sobre los fenómenos del mar».
El buque de investigación NOAAS Henry B. Bigelow de la Oficina Nacional de Administración Oceánica y Atmosférica (NOAAS) fue nombrado en su honor.

### Especies nombradas en honor a Bigelow
Unas 26 especies y dos géneros (Bigelowina, estomatópodos de la familia Nannosquillidae, y Bigelowiella, protistas de la familia Chlorarachniophyceae) llevan su nombre, incluida la raya de Bigelow, Rajella bigelowi y Etmopterus bigelowi, un tiburón linterna.